# Борид титана(II)
Борид титана(II) — химическое соединение металла титана и бора с формулой TiB2.

## Получение
- Взаимодействие диоксида титана с карбидом бора и углеродом при высокой температуре:

{\displaystyle {\mathsf {2TiO_{2}+B_{4}C+3C\ {\xrightarrow {t}}\ 2TiB_{2}+4CO}}}
- Металлотермическое восстановление смеси диоксида титана и оксида бора:

{\displaystyle {\mathsf {TiO_{2}+B_{2}O_{3}+5Mg\ {\xrightarrow {t}}\ TiB_{2}+5MgO}}}

## Физические свойства
Свойства TiB2 превосходят свойства похожего вещества, карбида титана (TiC)2:
- Исключительно высокая твёрдость (~25-35 GPa при комнатной температуре)
- Высокая температура плавления (3225 °C)
- Высокая теплопроводность (60-120 W/(m K))
- Высокая электрическая проводимость (~105 S/cm)